# Besleria ovalifolia
Besleria ovalifolia là một loài thực vật có hoa trong họ Tai voi. Loài này được Britton mô tả khoa học đầu tiên năm 1895.